# 名古屋国際工科専門職大学の人物一覧
名古屋国際工科専門職大学の人物一覧は名古屋国際工科専門職大学に関係する人物の一覧記事。

## 著名な教職員

### 工科学部
- 北野不凡（デジタルエンタテインメント学科講師） - ゲームプロデュース
- 齋藤幹雄（デジタルエンタテインメント学科教授・学科長） - ゲームプロデュース
- 松井信行（学長） - パワーエレクトロニクス・モーションコントロール